# Klimamysteriet
Klimamysteriet er en dansk dokumentarfilm fra 2008, der er instrueret af Lars Oxfeldt Mortensen.

## Handling
Det er skyerne, der styrer jordens klima siger den danske forsker Henrik Svensmark. Filmen provokerer og udfordrer den etablerede overbevisning, som mange klimaforskere har, at det er CO2, der er hovedårsag til den globale opvarmning. Mange eksperter stempler Svensmarks teori som skør, og han er oppe imod en stærk opposition. Men Svensmark får videnskabelig støtte til sit synspunkt fra astronomen Nir Shaviv og geologen Jan Veizer. De forklarer i filmen, hvordan Mælkevejen har styret jordens skiftende klima over 500 millioner år. Et vigtigt eksperiment, udført i et københavnsk laboratorium, viser, hvordan kosmisk stråling hjælper med til at danne kemiske støvpartikler i atmosfæren. De er nødvendige for, at vanddamp kan blive til dråber og danne de skyer, som har en kølende effekt på jorden. Filmen viser, at jordens klima er uigenkaldeligt forbundet med et intergalaktisk økosystem.